# Eurodac
Eurodac är en databas över fingeravtryck från alla personer över fjorton år som sökt asyl i någon av Europeiska unionens medlemsstater, Island, Liechtenstein, Norge eller Schweiz eller som har passerat en medlemsstats yttre gräns (gräns mot ett tredjeland) olagligen. Databasen inrättades genom Eurodacförordningen den 15 januari 2003, och syftar till ett möjliggöra ett effektivt genomförande av Dublinförordningens bestämmelser om vilken stat som ansvarar för att utreda en asylansökan. Sedan den 20 juli 2015 kan databasen, under vissa förutsättningar, även användas för brottsbekämpande ändamål.
Genom Eurodac kan medlemsstaterna kontrollera om en asylsökande redan har fått sitt ärende prövat i en annan medlemsstat för att hindra att en asylsökande söker asyl i flera olika medlemsstater, så kallad asylshopping. Om det vid kontroll mot Eurodac visar sig att en person redan har sökt asyl eller lämnat fingeravtryck efter inresa utan tillstånd i ett annat deltagande land kan personen överföras dit i enlighet med principen om första asylland. Om en person redan har fått uppehållstillstånd i ett land som innefattas av Dublinförordningen blir personen avvisad eller utvisad till detta land. Det inträffar att asylsökande förstör sina fingertoppar för att undgå att hittas i Eurodac. Det har diskuterats om åldersgränsen för att läggas in i registret skulle sänkas med hänsyn till det ökade antalet ensamkommande barn.

## Historia
Ledarna för Europeiska gemenskapernas tolv medlemsstater signerade den 15 juni 1990 Dublinkonventionen i Dublin med målet att fördjupa samarbetet inom det asylpolitiska området. Syftet var att effektivisera asylprocessen samtidigt som processen skulle garanteras förbli humanitär.
Konventionen skulle också hindra personer från att söka asyl i flera medlemsstater och på så sätt förhala asylprocessen. För att kunna tillämpa konventionens bestämmelser på ett effektivt sätt utarbetades idén om en gemensam databas över de asylsökandes fingeravtryck. Fingeravtryck är ett relativt enkelt och precist sätt att identifiera personer. Genom att inrätta databasen Eurodac kunde medlemsstaterna se om en asylsökande redan hade ett pågående eller avslutat ärende i någon annan medlemsstat. Idag tillämpas också Eurodac när personer har rest in utan tillstånd i ett deltagande land utan att ha sökt asyl.
Dublinkonventionen ersattes 2003 av Dublinförordningen. I förordningen fastslås att alla hänvisningar till Dublinkonventionen i Eurodacförordningen ska istället betraktas som hänvisningar till Dublinförordningen.

### Reform 2013
2013 antog Europaparlamentet och Europeiska unionens råd en uppdaterad Eurodacförordning som tillåter användning av Eurodac även för brottsbekämpande ändamål.

### Reform 2016
2016 föreslog Europeiska kommissionen en uppdaterad Eurodacförordning. Förslaget uppdaterades i september 2020, då det fortfarande inte hade antagits av Europaparlamentet och Europeiska unionens råd. Förslaget innebär bland annat att Eurodac utökas till att omfatta fler typer av uppgifter om den asylsökande med syfte att göra Eurodac till en asyl- och migrationsdatabas.

## Rättslig grund
Eurodacförordningens rättsliga grund återfinns i artikel 63 i den konsoliderade versionen av fördraget om upprättandet av Europeiska gemenskapen efter Amsterdamfördraget.
| ”                           | Rådet skall i enlighet med det förfarande som avses i artikel 67 inom fem år efter Amsterdamfördragets ikraftträdande besluta om följande: 1. Åtgärder som avser asyl (...) 2. Åtgärder som avser flyktingar och fördrivna personer (...) 3. Åtgärder som avser invandringspolitiken (...) 4. Åtgärder som fastställer de rättigheter och villkor enligt vilka medborgare i tredje land som är lagligen bosatta i en medlemsstat får bosätta sig i andra medlemsstater. (...) | „ |
| – Artikel 63 i EG-fördraget | |   |

Genom Amsterdamfördraget hade asyl- och invandringsfrågor blivit en del av Europeiska unionens första och överstatliga pelare. Sedan Lissabonfördragets ikraftträdande den 1 december 2009 är asylpolitiken en delad befogenhet för unionen.

## Syfte och innehåll
Eurodacförordningens syfte är att hindra asylsökande från att söka asyl i flera olika medlemsstater. Syftet med Dublinkonventionen var att effektivisera och rationalisera asylförfarandena genom en bestämmelse om att den första medlemsstat som den asylsökande anländer till också ska behandla asylansökan. För att hindra att en asylsökande söker asyl upprepande gånger i olika medlemsstater påbörjades arbetet med det som skulle bli Eurodacförordningen.
Med Eurodac är det svårt för en asylsökande att söka asyl i andra medlemsstater efter att ha fått avslag i en viss medlemsstat. Genom fingeravtryck kan identiteten hos den asylsökande fastställas och kontrolleras mot Eurodac. Systemet kontrollerar om den asylsökande redan har prövats i en medlemsstat.
Genom Eurodac uppdagades att cirka 12 procent av de som sökte asyl i medlemsstaterna mellan september 2003 och december 2005 redan hade sökt asyl i en annan medlemsstat.

## Territoriellt tillämpningsområde

Europeiska unionen
Kandidatländer
Potentiella kandidatländer

Enligt bestämmelserna i Eurodacförordningen ska förordningen tillämpas på samma territoriella område som Dublinförordningen, det vill säga hela Europeiska unionen, utom de franska yttersta randområdena.
Irland, som åtnjuter en undantagsklausul på området med frihet, säkerhet och rättvisa, har valt att delta i Eurodacförordningen och omfattas därför fullt ut av dess bestämmelser. Även Storbritannien valde att omfattas av förordningen under sin tid som medlemsstat i unionen.
Danmark står helt utanför området med frihet, säkerhet och rättvisa och omfattades till en början inte av förordningen. Genom ett separat internationellt avtal anslöts dock Danmark till både Eurodacförordningen och Dublinförordningen. Avtalet trädde i kraft den 1 april 2006. Danmark deltar dock på en mellanstatlig basis och inte en överstatlig basis inom unionens ramar så som övriga medlemsstater gör. Detta regleras genom ett antal avtal och protokoll mellan Danmark och EU.
Även Island, Liechtenstein, Norge och Schweiz, som alla fyra är anslutna via separata avtal till Dublinförordningen, har anslutit sig till Eurodacförordningen genom internationella avtal med unionen. Det innebär att bestämmelserna i förordningen är fullt tillämpliga i de fyra staterna, trots att de inte är en del av EU. De fyra staterna deltar också i Schengensamarbetet som associerade medlemsstater.